# Combat du Tage
Ne doit pas être confondu avec Bataille navale de Tejo ou Bataille du Tage.
Pour les articles homonymes, voir Tage (homonymie).

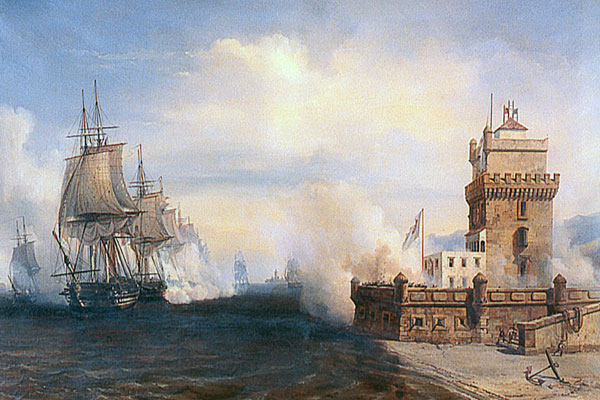
La flotte française devant la tour de Belém

Le combat du Tage est livré le 11 juillet 1831 entre la marine française et les forts qui protègent l'embouchure du Tage et l'entrée de Lisbonne. La flotte française force le passage et réussit à prendre position devant la capitale portugaise.

## Forces en présence
- Forces françaises.

Elles sont commandées par le contre-amiral Roussin, qui arbore sa marque sur le Suffren, 90 canons. Son second est le contre-amiral Hugon, sur le Trident, 74 canons.
- - 6 vaisseaux, dont un de 90 canons, un de 80 et 4 de 74 (dont le Ville de Marseille)
  - 3 frégates,
  - 3 corvettes,
- Forces portugaises.
  - un vaisseau de 74,
  - 3 frégates,
  - 3 ou 4 corvettes,
  - 3 bricks,
  - 1 brigantin.[réf. nécessaire]

L'estuaire du Tage est en outre battu par les forts San Juliano et Bugio, sur la rive gauche, et, sur la rive droite, le fort de Belem.

## Déroulement
Le Portugal refusant de reconnaître la monarchie de Juillet, le gouvernement français prend prétexte des poursuites judiciaires introduites à l'encontre de deux ressortissants français et considérées, à tort ou à raison, comme iniques, pour entreprendre à son encontre une expédition militaire dont le véritable but est d'amener le souverain portugais dom Miguel à reconsidérer sa position.
L'amiral de Rigny, ministre de la Marine, envoie une flotte commandée par le contre-amiral Albin Roussin avec ordre de forcer le Tage, défendu par des forts et réputé inaccessible et de bombarder Lisbonne. Le 8 juillet 1831, Roussin adresse un ultimatum aux autorités portugaises qui le laissent sans réponse.
Le 11, les navires de Roussin pénètrent dans le Tage. Ils sont disposés en 2 colonnes. Celle de gauche comprend les vaisseaux, celle de droite, les frégates et corvettes.
Un sévère duel d'artillerie les oppose aux forts portugais, qui s'avèrent incapables d'empêcher leur progression. 
L'escadron de la marine portugaise se présente devant la flotte française, mais bientôt 9 de ses 11 navires baissent pavillon. 
Les navires français arrivent devant Lisbonne n'ayant subi que des pertes légères et des avaries insignifiantes et menacent d'ouvrir le feu sur la ville qui n'a aucun moyen de défense. 
Dom Miguel n'a dès lors d'autre choix que de se soumettre aux exigences françaises. En sus de la satisfaction donnée aux exigences du gouvernement français, Roussin fait saisir tous les bâtiments de guerre de la marine portugaise et de commerce trouvés dans le port, en dédommagement du coût de l'opération navale.

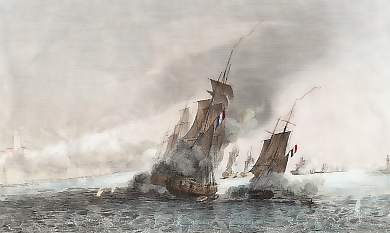
Combat du Tage

## Sources
- Jean Meyer et Martine Acerra, Histoire de la marine française : des origines à nos jours, Rennes, Ouest-France, 1994, 427 p. [détail de l’édition] (ISBN 2-7373-1129-2, BNF 35734655)
- Michel Vergé-Franceschi (dir.), Dictionnaire d'Histoire Maritime, éditions Robert Laffont, coll. « Bouquins », 2002, 1508 p. (ISBN 2-221-08751-8 et 2-221-09744-0)
- Étienne Taillemite, Dictionnaire des marins français, Paris, Tallandier, coll. « Dictionnaires », octobre 2002, 537 p. [détail de l’édition] (ISBN 978-2847340082)
- Rémi Monaque, Une histoire de la marine de guerre française, Paris, éditions Perrin, 2016, 526 p. (ISBN 978-2-262-03715-4)
- Marcel Reinhard, Histoire de France, tome second, de 1716 à 1946, Librairie Larousse, Paris, 1954.
- Maurice Dupont et Étienne Taillemite, Les guerres navales Françaises du Moyen Âge à la guerre du Golfe, Paris, SPM, coll. « Kronos », 1995, 392 p. (ISBN 2-901952-21-6), p. 233-234
- Charles de La Roncière et G. Clerc-Rampal, Histoire de la Marine Française, Librairie Larousse, Paris, 1934
- Claude Farrère, Histoire de la marine française, Flammarion, 1962